# Answer That and Stay Fashionable
Answer That and Stay Fashionable – debiutancki album studyjny amerykańskiego zespołu AFI. Pierwsze wydanie płyty miało miejsce 4 lipca 1995 roku przez wydawnictwo Wingnut Records. Drugie wydanie nastąpiło 22 kwietnia 1997, wydawcą była firma Nitro Records.

## Lista Utworów
Na podstawie materiału źródłowego.
1. "Two of a Kind" – 1:31
2. "Half-Empty Bottle" – 1:39
3. "Yürf Rendenmein" – 2:14
4. "I Wanna Get a Mohawk (But Mom Won't Let Me Get One)" – 1:12
5. "Brownie Bottom Sundae" – 1:47
6. "The Checkered Demon" – 2:08
7. "Cereal Wars" – 1:17
8. "The Mother in Me" – 2:06
9. "Rizzo in the Box" – 1:50
10. "Kung-Fu Devil" – 2:15
11. "Your Name Here" – 2:28
12. "Ny-Quil" – 2:07
13. "Don't Make Me Ill" – 2:41
14. "Open Your Eyes" – 1:16
15. "High School Football Hero" – 24:47